# Nadrožica
Nadrožica – wieś w Słowenii, w gminie Komen. W 2018 roku liczyła 9 mieszkańców.